# Termisjärvi
Termisjärvi ook wel Terbmisjärvi (Samisch: Dierpmesjávri) is een meer binnen de Finse gemeente Enontekiö. Het ligt in een kloof tussen twee bergtoppen, de Salmivarri in het noorden en de Termisvaara (Dierpmesvárri) in het zuiden. De laatste overschrijdt de 1000 meter hoogte. Het langgerekte meer wordt vanuit het westen gevoed door de bergrivier de Palokasjoki (Baikkasjohka). Het meer ontwatert aan de oostkant door de Termisjoki (Dierpmesjohka). Op de noordoever van het meer staat een aantal verblijfscabines voor toeristen langs het plaatselijke wandelpad. De wandeltoeristen komen veelal naar deze plek om de Salmikuru te bekijken, een ravijn. Het reliëf is daar erg groot. Het meer ligt in het Käsivarren erämaa.
Afwatering: (Termisjärvi) → Termisjoki → Rommaeno → Lätäseno → Muonio → Torne → Botnische Golf

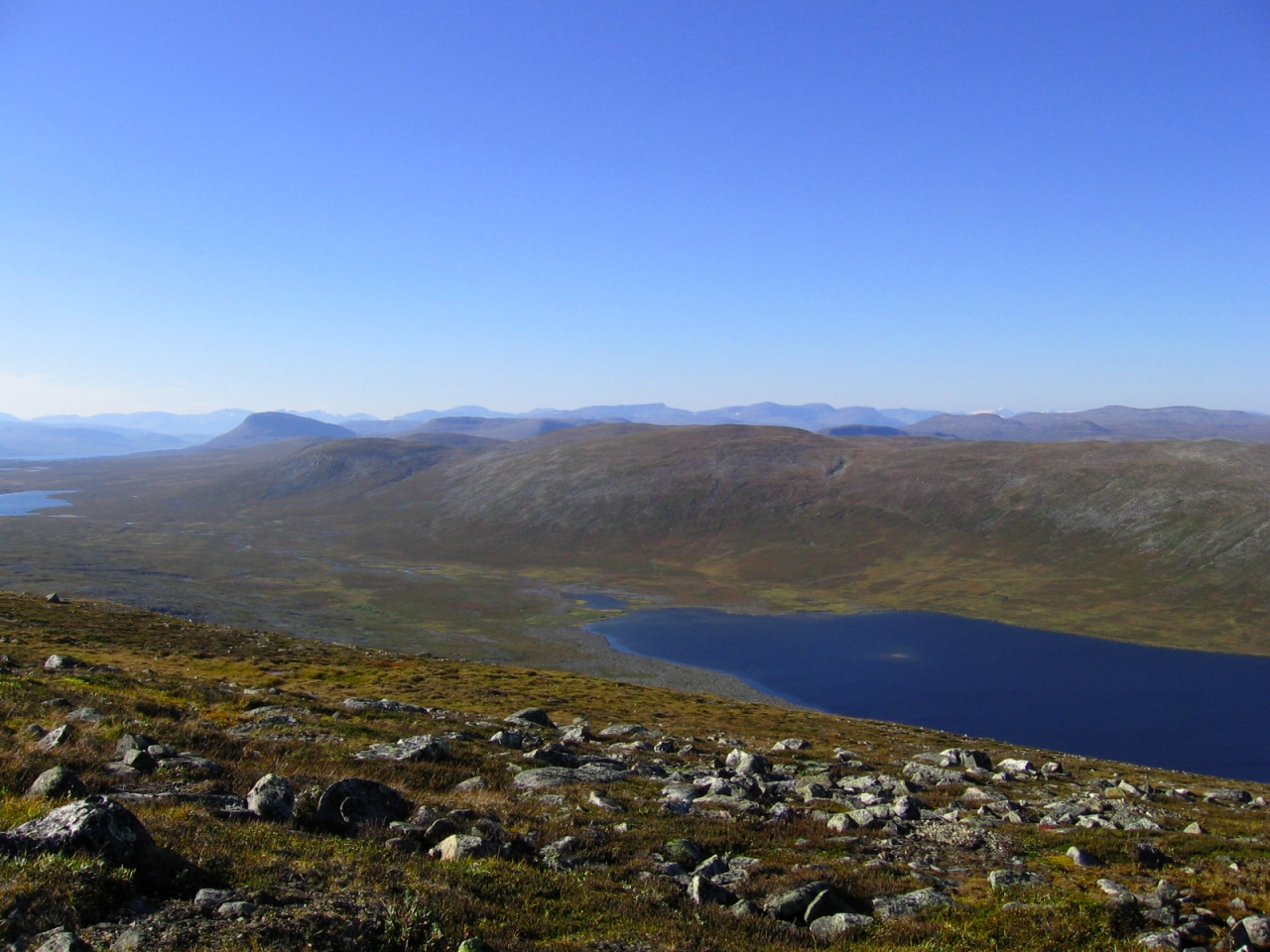
Termisjärvi vanuit het zuiden